# Daro (Aitoin)
Daro ist eine osttimoresische Siedlung im Suco Namolesso (Verwaltungsamt Lequidoe, Gemeinde Aileu).

## Geographie und Einrichtungen
Das Dorf Daro liegt im Westen der Aldeia Aitoin, in einer Meereshöhe von 1332 m. Es bildet den Westen des aus mehreren Siedlungen zusammengewachsenen Namolesso, dem Hauptort des Sucos. Er erstreckt sich über mehrere Aldeias, entlang einer Straße, die den Suco von Ost nach West durchquert. Östlich schließt sich an Daro die Siedlung Aitoin an. Nach Westen teilt sich die Straße. Nach Südwesten führt sie in den Suco Acubilitoho, nach Nordwesten in den Ort Rematu im Suco Manucassa.
In Daro befindet sich eine Kirche der Assemblies of God.